# Dorin Corneliu Gavaliugov
Dorin Corneliu Gavaliugov (n. 23 mai 1951, București) este un om politic român. În legislatura 1990-1992, Dorin Corneliu Gavaliugov a fost validat  ca deputat pe data de 31 iulie 1990, dată la care l-a înlocuit pe deputatul Cătălin-Basarab Zamfir pe listele FSN. În cadrul activității sale parlamentare, Dorin Corneliu Gavaliugov a fost membru în grupurile parlamentare de prietenie cu Republica Venezuela, Regatul Thailanda, Republica Populară Chineză, Republica Bulgaria, Regatul Spaniei, Statul Israel, Ungaria, Japonia, Republica Italiană, Australia și Canada. În legislatura 1992-1996, Dorin Corneliu Gavaliugov a fost deputat pe listele PD. În legislatura 1996-2000, Dorin Corneliu Gavaliugov a fost ales ca senator pe listele PD și a fost membru în grupurile parlamentare de prietenie cu Ucraina și Republica Italiană.   
Dorin Corneliu Gavaliugov este inginer de profesie, căsătorit.